# Big Man on Hippocampus
«Big Man on Hippocampus» es el décimo episodio de la octava temporada de la serie animada de humor de Fox Padre de familia. Se emitió por primera vez en la citada cadena en Estados Unidos el 3 de enero de 2010. El episodio incluye a Peter después de sufrir un ataque de amnesia, siéndole imposible recordar algo de su vida, incluyendo su propia familia y amigos. Su mujer, Lois, intenta volver a introducir a Peter en su entorno, pero Peter descubre estando de fiesta que tener sexo con otras mujeres le es más entretenido. Frustrada, Lois decide abandonar a su marido, haciendo que su vecino Quagmire intente conquistarla.
El episodio fue escrito por Brian Scully y dirigido por Dominic Bianchi. Recibió unas críticas generalmente mixtas por su «comienzo prometedor» así como por sus múltiples referencias culturales. Respecto a las audiencias, fue visto en 8,1 millones de hogares en su emisión original. El episodio incluye apariciones estelares de Dwayne Johnson, Adrianne Palicki y Rick Pasqualone, junto con múltiples voces invitadas para el episodio. Big Man on Hippocampus será lanzado DVD junto con otros 10 episodios de la misma temporada en 2011.

## Argumento
El episodio comienza con la familia Griffin viendo la televisión. Posteriormente, se muestra un anuncio que busca participantes para Family Feud, un programa americano en el que dos familias compiten entre sí en un juego de preguntas y respuestas; deciden ir en los días siguientes para probar suerte. La familia termina siendo elegida para el concurso, y consiguen llegar a la fase final. Durante una lucha con Richard Dawson (que fue presentador del programa) sobre el premio final, Peter se golpea la cabeza. Esto le causa un estado de amnesia y no consigue acordarse de nada, incluyendo su familia y amigos. En un intento para refrescar su memoria, Lois decide enseñar a Peter todo lo que había olvidado, incluyendo a sus hijos y a su vida sexual. Esto causa que Peter piense que está soltero y que es libre de mantener relaciones sexuales con cualquier mujer. Profundamente cabreada, Lois, junto con el resto de la familia, decide marcharse de su casa y abandonar a Peter. Quagmire decide, con pocas posibilidades de que Peter le estorbe, que es la oportunidad esperada para iniciar una relación con Lois.
Brian decide volver a su viejo hogar y advierte a Peter sobre todo lo que había hecho. Peter revela que consiguió recuperar su memoria después de que Ernie, el pollo gigante le golpeara en la cabeza con varios objetos en una pelea que tuvo el día anterior. Alertado por los avisos de Brian, Peter se apresura a perdonar a Lois, justo cuando los planes de Quagmire de conquistarla se habían retrasado debido a que sufrió una disfunción eréctil cuando Lois le confesó que confiaba en él. Peter muestra su amor hacia Lois, y el deseo de estar con ella para el resto de su vida, haciendo que Lois decida volver con él. Los dos deciden volver felizmente a su hogar, dejando a Quagmire intentando «resucitar» su pene usando una bomba para el mismo, terapia intravenosa y un desfibrilador.

## Producción y desarrollo

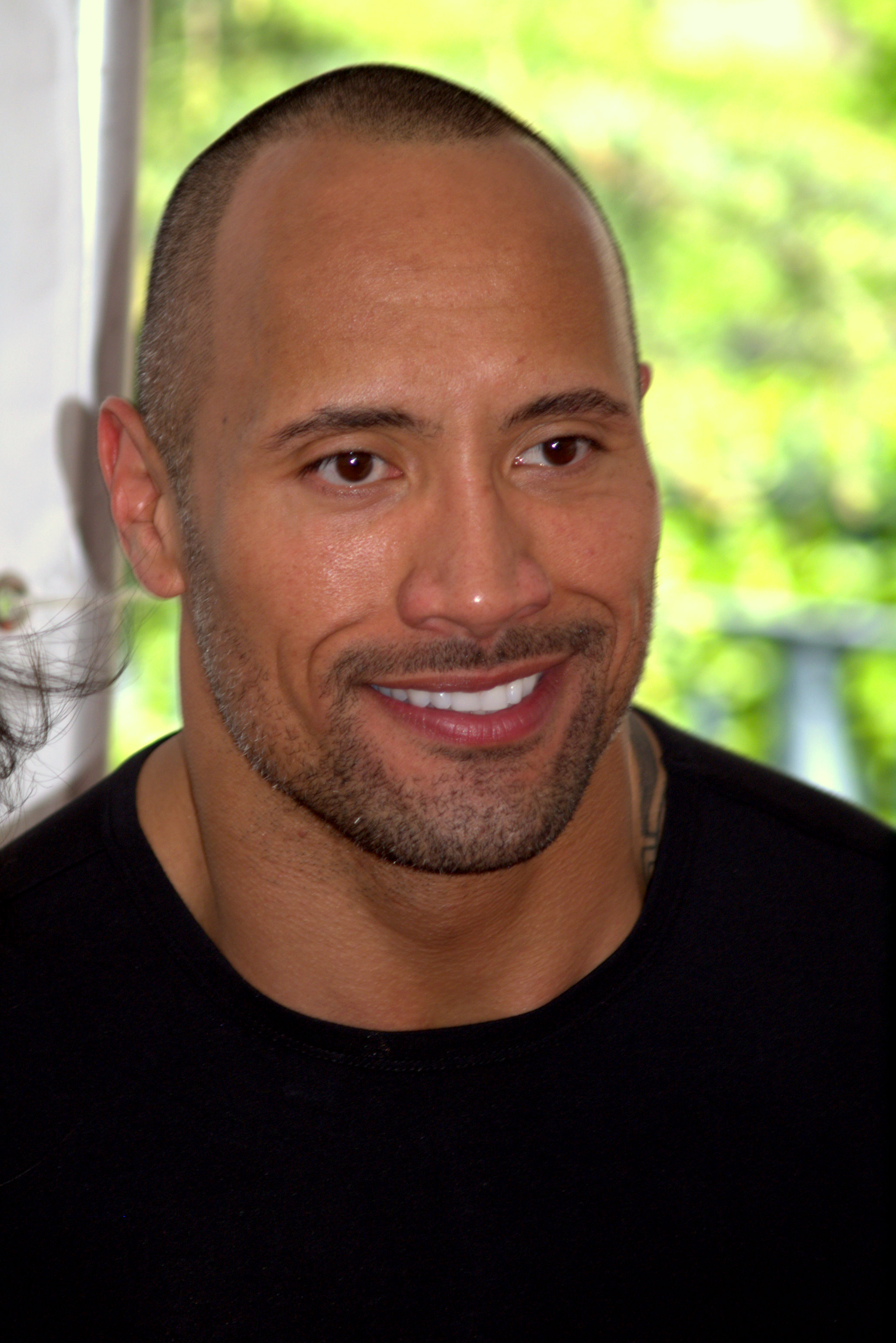
Dwayne Johnson fue una estrella invitada en este episodio.

Este episodio fue escrito por Brian Scully, guionista durante un tiempo de Los Simpsons, y producido por Mike Scully. Este fue el segundo episodio de Scully en la serie, siendo el primero I Dream of Jesus de la séptima temporada. Dominic Bianchi dirigió el episodio, antes del final de la producción de la octava temporada.
En adición al reparto habitual, el actor Dwayne Johnson hizo una breve aparición en vivo en el episodio, interpretándose a sí mismo, junto con dos muñecos de Peter y Lois, que usa para simular una escena sexual. Comentando sobre su aparición en el episodio, Johnson declaró que él era un «gran fan» de Padre de familia, haciéndose rápidamente amigo del creador de la serie Seth MacFarlane después de que este tuviera una aparición en la película protagonizada por Johnson Tooth Fairy, de 2010. Mientras ambos rodaban la película, Johnson le confesó a MacFarlane que debía «devolverle el favor» apareciendo en Padre de familia, cosa que finalmente llevó a su papel en este episodio.
La actriz Adrianne Palicki y el actor de voz Rick Pasqualone también fueron invitados para este episodio. También hicieron apariciones estelares como actores de voz e invitados Alex Breckenridge, el actor de voz Ralph Garman, y los guionistas Steve Callaghan, Mark Hentemann, Danny Smith, Alec Sulkin y John Viener.